# Мого (річка)
Мого (англ. Moho River) — річка в Гватемалі і Белізі.
Довжина річки — 164 км.[джерело не вказане 1794 дні]

## Географія

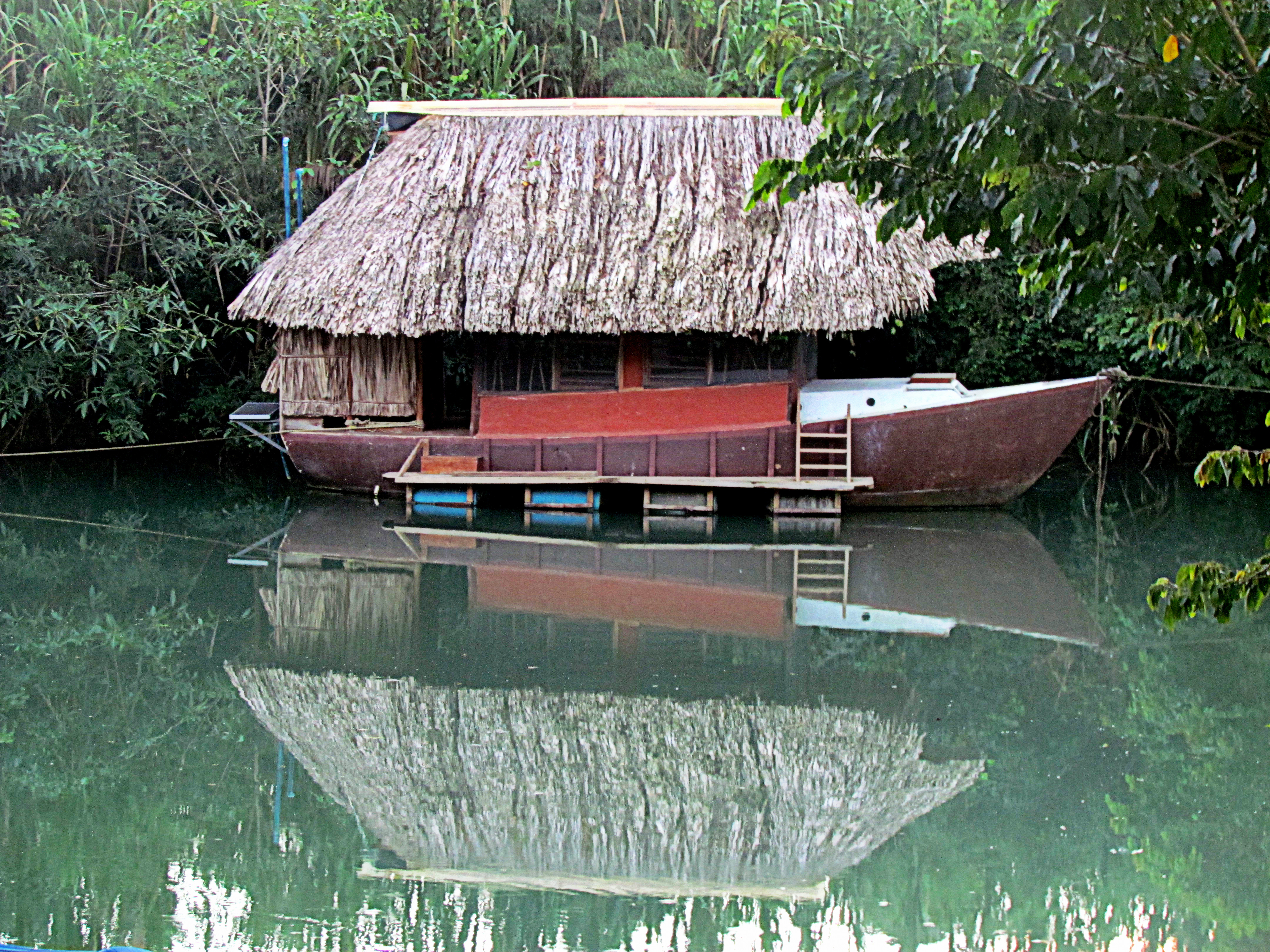
Водний будинок на річці.

Витоки річки лежать у Гватемалі в горах Мая на висоті 500—600 м. Частково заходить у Гондурас. Протікає переважно на півдні Белізу через округ Толедо. Впадає в Карибське море в бухті Аматіке. Площа водозбору річки — 1188,5 км2, з яких 812,5 км2 — на території Белізу. Основні притоки — Агаукате і Блю-Крік.
Річка судноплавна від гирла до Санта-Терези.

## Геологія
Річка протікає вапняками юрського і третинного періодів.